# Banter Kirchspiel

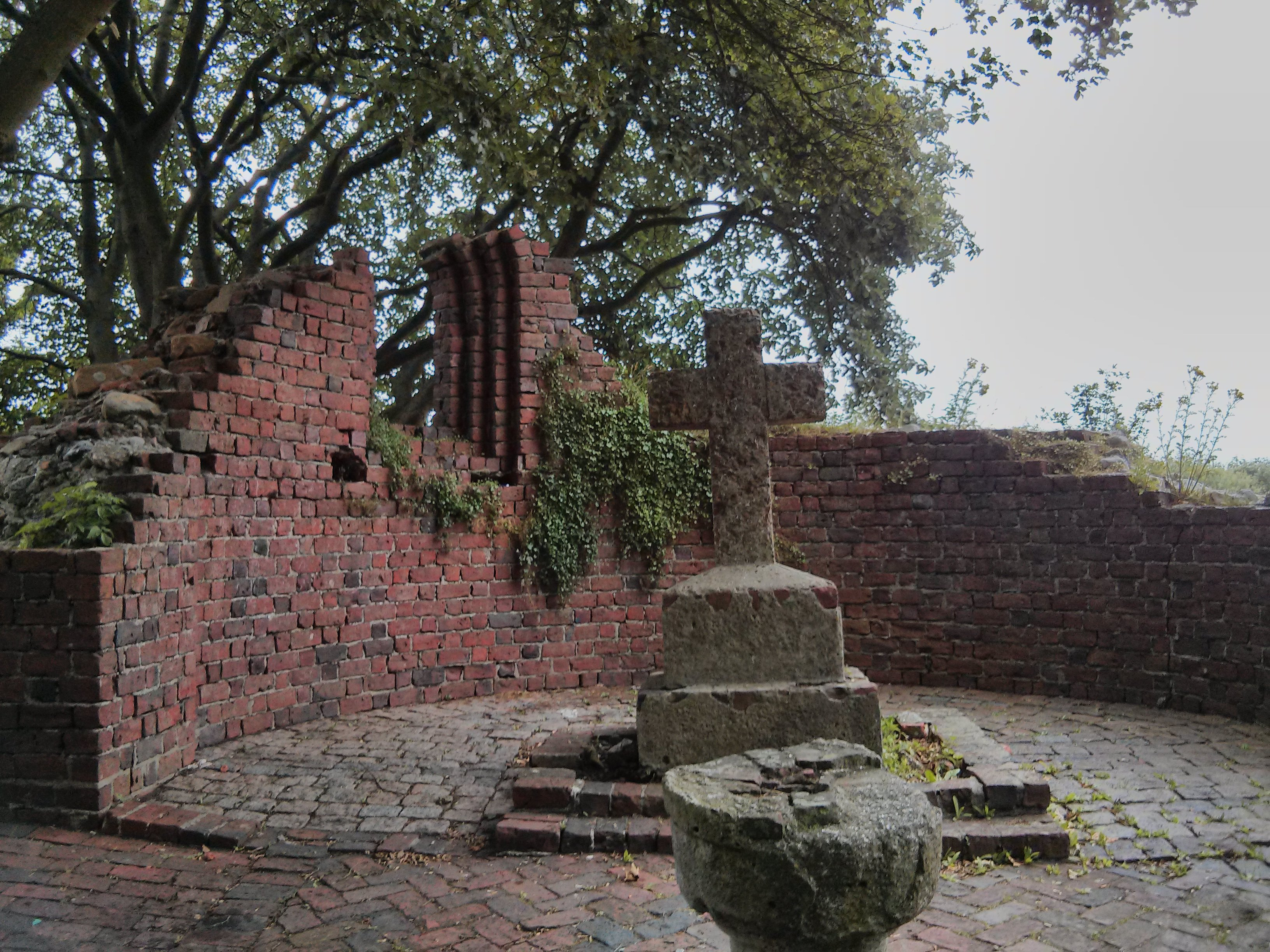
Banter Ruine, Wilhelmshaven

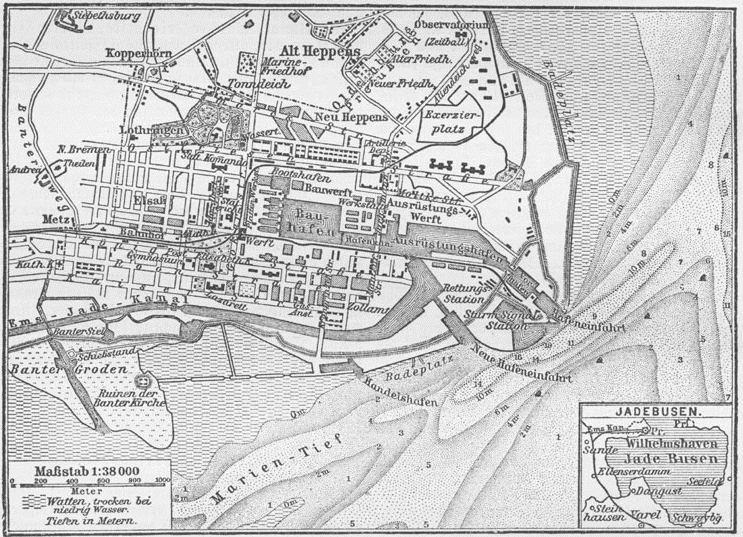
Stadtplan von Wilhelmshaven, 1888

Banter Kirchspiel hieß ein 1511 durch die Antoniflut vernichtetes Kirchspiel auf dem Gebiet der heutigen Stadt Wilhelmshaven. Nach dem Untergang von Bant wurde das übrig gebliebene Land dem benachbarten Neuende zugeschlagen. Die übriggebliebenen Bewohner besuchten die Neuender Kirche.
Nur der Name der durch Oldenburgisches Gesetz zum 1. November 1879 neu geschaffenen Gemeinde Bant, inzwischen ein Stadtteil von Wilhelmshaven, sowie die künstlich erschaffene „Banter Ruine“ erinnern an dieses ehemalige Kirchspiel.

## Namensherkunft
Der Ursprung des Namens Bant ist ungeklärt. Sehr wahrscheinlich handelt es sich um eine heute nicht mehr zu deutende Flurbezeichnung. Mehr als 60 % der ehemaligen Fläche von Bant liegen heute im Gebiet des Jadebusen.

## Beschreibung
Das Banter Kirchspiel war eine Ansammlung von einzelnen Wurten, die ca. 150–200 Meter auseinander lagen. Von diesen Wurten ist heute noch diejenige erhalten, auf der die Kirche des damaligen Kirchspiels stand und an die heute die künstlich geschaffene Banter Ruine in der Nähe des Grodendamms erinnert.
Weiterhin gab es noch die „Große Banter Wirth“ und die „Kleine Banter Wirth“. Die „Kleine Banter Wirth“ lag im Gebiet des ehemaligen alten Friedhofs am alten Deich. Die „Große Banter Wirth“ befand sich im Bereich der heutigen Wiesbadenbrücke. Beide wurden beim Bau des Hafens eingeebnet. Karten aus der zweiten Hälfte des 19. Jahrhunderts zeigen diese Wurten noch.

## Geschichte
Die Anfänge der Besiedlung des Dorfes Bant reichen bis in vorchristliche Zeit zurück. Ausgrabungen an der „Kleinen Banter Wirth“ erbrachten Funde aus der Zeit um das Jahr 0. Ausgrabungen an der „Großen Banter Wirth“ förderten Funde aus der Zeit 7. und 8. Jahrhundert zu Tage. 
Die Wurt auf der heute die sogenannte Banter Ruine steht, war ab den 1860er-Jahren Ziel mehrerer archäologischer Grabungen. Unter anderem wurden dicht unter der Oberfläche mehrere verzierte Steinsärge gefunden, die sich aufgrund der Ornamente in das 8.–11. Jahrhundert datieren ließen.
Geschichtlich erwähnt wird das Banter Kirchspiel erstmals 1304 als Hauptort des gleichnamigen Landesviertels „Banter Viertel“.

## Antoniflut
Die verheerende Antoniflut am 16. Januar 1511, nach der der Jadebusen seine historisch größte Ausdehnung hatte, vernichtete das Dorf. Die Banter Kirche stand zwar noch auf ihrer Wurt, musste aber 1519 oder 1520 (laut Halpaap erst 1529) ausgedeicht werden und verfiel. Im Jahre 1551 heißt es, dass sie „itzund waters halven vergan und zunichte“ geworden sei.  Ihre Grundmauern wurden im Jahre 1867 wiederentdeckt. Eine Glocke des alten Banter Kirchspiels versieht noch heute ihren Dienst in Tettens.